# Chema Rodríguez
Chema Rodríguez, właśc. José María Rodríguez Vaquero (ur. 5 stycznia 1980 w Palencii) – hiszpański piłkarz ręczny, reprezentant kraju. Występuje na pozycji środkowego rozgrywającego. Od sezonu 2012/13 będzie występował w węgierskim MKB Veszprém KC.
Mistrz Świata z 2005 r. z Tunezji oraz wicemistrz Europy z 2006 r. ze Szwajcarii.

## Sukcesy

### klubowe
- 2003, 2008:  puchar Ligi ASOBAL
- 2005, 2006, 2008, 2012:  puchar Króla
- 2008, 2009, 2010:  mistrzostwo Hiszpanii
- 2011, 2012:  wicemistrzostwo Hiszpanii
- 2007, 2010:  superpuchar Hiszpanii
- 2010:  klubowe mistrzostwo Świata
- 2008, 2009:  zwycięstwo w Lidze Mistrzów
- 2012, 2016:  finalista Ligi Mistrzów
- 2010:  brązowy medal Ligi Mistrzów

### reprezentacyjne
- 2005:  mistrzostwo Świata
- 2006:  wicemistrzostwo Europy
- 2011:  brązowy medal mistrzostw Świata